# Aa hieronymi
Aa hieronymi, vrsta orhideje (porodica kaćunovke, Orchidaceae) iz reda Asparagales koja raste na području sjeverozapadne Argentine u provincijama Catamarca, Córdoba, Jujuy, San Luis i Tucumán. 
Aa hieronymi raste na visinama od najmanje 1000 pa do 2700 metara. Stabljika joj izgledom podjeća na stabljiku šparoge, a cvjetovi su joj bijeli. Opisao ju je Schltr.
Sinonim joj je Altensteinia hieronymi. 

## Vanjske poveznice
- Slika  Arhivirana inačica izvorne stranice od 10. ožujka 2016. (Wayback Machine)